# St. Paul (Indiana)
St. Paul es un pueblo ubicado en el condado de Decatur en el estado estadounidense de Indiana. En el Censo de 2010 tenía una población de 1031 habitantes y una densidad poblacional de 1.275,87 personas por km².

## Geografía
St. Paul se encuentra ubicado en las coordenadas 39°25′40″N 85°37′44″O / 39.42778, -85.62889. Según la Oficina del Censo de los Estados Unidos, St. Paul tiene una superficie total de 0.81 km², de la cual 0.81 km² corresponden a tierra firme y (0%) 0 km² es agua.

## Demografía
Según el censo de 2010, había 1031 personas residiendo en St. Paul. La densidad de población era de 1.275,87 hab./km². De los 1031 habitantes, St. Paul estaba compuesto por el 98.25% blancos, el 0.29% eran afroamericanos, el 0.1% eran amerindios, el 0% eran asiáticos, el 0.1% eran isleños del Pacífico, el 0.29% eran de otras razas y el 0.97% pertenecían a dos o más razas. Del total de la población el 1.45% eran hispanos o latinos de cualquier raza.